# 于氏 (高句麗王后)
于氏王后（：／，?—234年），是高句麗（今韓國）王后，其兩任丈夫先後為故国川王與山上王。在她任內維持了高句麗的威勢，成為韓國歷史上著名人物。
他的第二次婚姻採用韓國傳統的夫兄弟婚習俗，嫁給其夫故國川王的弟弟山上王，仍然擔任王后。

## 生平
其父親名為于素（우소），其出身家族有兩個說法，一說出自提那部（우소），一說為掾那部（제나부）。
180年，他嫁給故國川王，很快成為王后。190年，因為故國川王與于氏家族之間產生權力鬥爭，于氏家族的左可慮，於卑留，兩人聯合四掾那發起叛亂。故國川王在得到于氏的支持下，於191年順利鎮壓。
197年，故國川王過世。于氏曾與故國川王的弟弟發岐討論王位繼承，因為發岐的無禮，于氏決定支持其夫的四弟延優繼位。在與發岐進行內戰後，延優繼位，成為山上王。經由收繼婚習俗，延優與于氏結婚，于氏也再度成為王后。
因為于氏沒有生下男性繼承人，208年，山上王至一座山上祈禱，在夜間獲得預言，他會遇見一名女子，為他生下後代。之後，他遇到一位女子，與她發生關係。此事引起于王后嫉妒，派士兵企圖刺殺這名女子。當時她已經懷孕，因此士兵沒有下手。山上王封她為小后（소후），209年，她生下憂位居，即之後的東川王。
227年，山上王過世，優位居繼位為東川山。于氏一開始並不支持他，但東川山通過一連串考驗後，仍然順利繼位為高句麗王。東川王對於于后非常尊敬，奉她為王太后（왕태후）。
234年，于氏過世，遺命將他與故國川王合葬。

## 流行文化
2022年，動畫왕후의 제국（英語：The Queen's Empire）。
2024年，TVING播出《于氏王后》，由全鐘瑞演出于氏。